# U29 (ドイツ潜水艦・2代)
U-29は第二次世界大戦中のナチス・ドイツ海軍のVIIA型Uボートである。
U-29は1936年1月2日に起工され、8月29日に進水、11月16日に就役した。就役中、U-29はオットー・シューハルト大尉の指揮の下、7回の哨戒任務に従事した。

## 艦歴

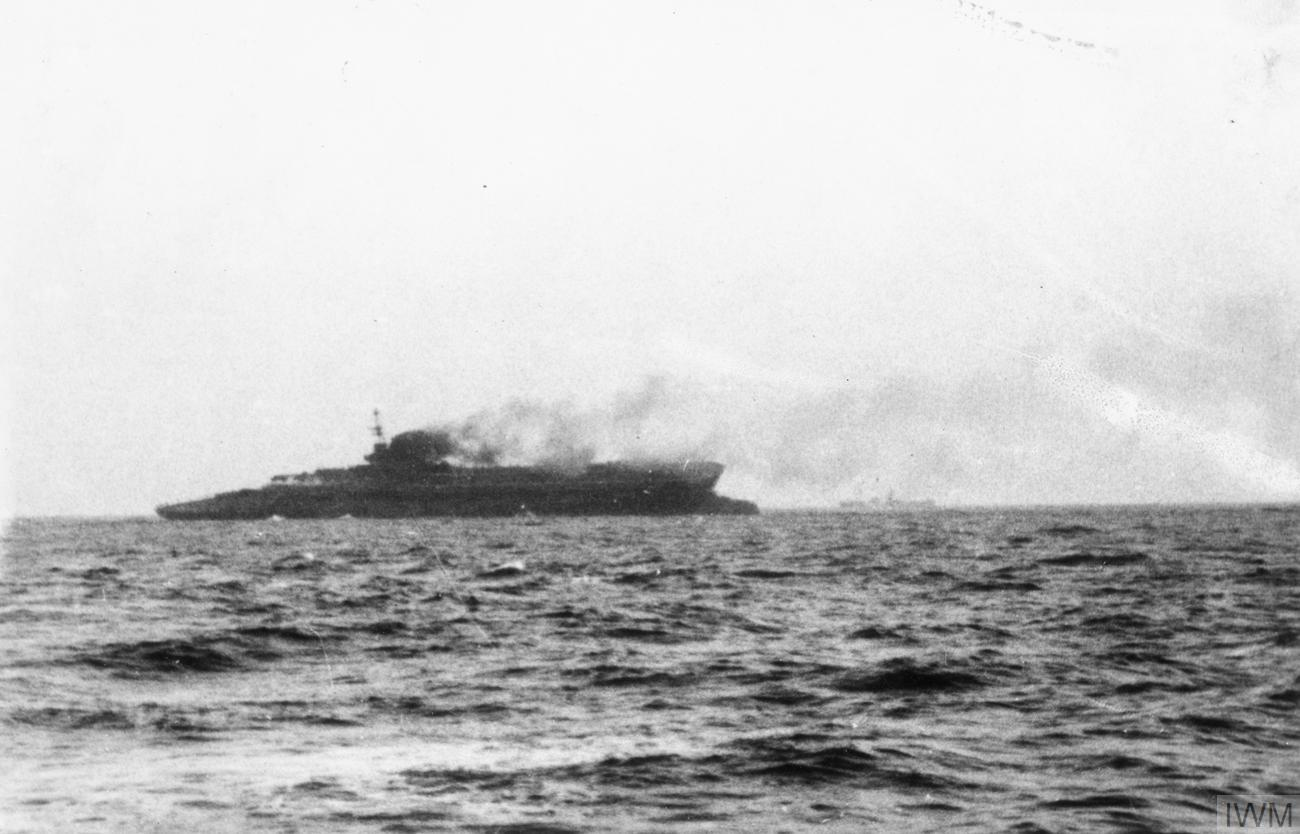
U-29の雷撃を受けて沈みゆくカレイジャス

U-29は1939年9月17日空母カレイジャスを撃沈した。カレイジャスは第二次世界大戦中初めて敵の攻撃で沈没したイギリス軍艦であった。ドイツ潜水艦隊司令官のカール・デーニッツはカレイジャスの撃沈を「素晴らしい成功」と評し、ドイツ海軍総司令官のエーリヒ・レーダー海軍元帥はシューハルトに第一級鉄十字勲章を、U-29のその他の乗組員全員に第二級鉄十字勲章を授与させるよう指示した。
就役中、U-29は12隻の船、合計67,277総登録トン(GRT)と22,500トンの軍艦1隻を撃沈した。1941年初頭、U-29は前線の任務から外され、第24潜水隊群に訓練潜水艦として再配置された。1944年4月17日まで訓練潜水艦として使用され、除籍後は指導用の潜水艦となった。

### 最後
U-29は第二次世界大戦末期の1945年5月5日にレーゲンボーゲン作戦の一環として捕獲されることを防ぐため、クプフェルミューレン湾(フレンスブルクの東)で自沈した。残骸は1993年時点で自沈地点に位置している。

### ウルフパック
U-29は1つのウルフパックに参加した。
- レーシング (1940年6月12日 - 15日)

## 紋章

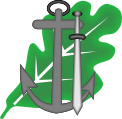

U-29の紋章には樫の葉、錨、短剣もしくはダガーナイフが描かれていた。U-29はまたこの紋章をU-3、U-120、U-747、U-1274、U-1308と共有していた。

## 戦果
| 日付          | 船名                           | 国籍           | トン数 | 結果              |
| ------------- | ------------------------------ | -------------- | ------ | ----------------- |
| 1939年9月8日  | リージェント・タイガー         | イギリス       | 10,176 | 沈没              |
| 1939年9月13日 | ネプチュニア                   | イギリス       | 798    | 沈没              |
| 1939年9月14日 | ブリティッシュ・インフルエンス | イギリス       | 8,431  | 沈没              |
| 1939年9月17日 | カレイジャス                   | イギリス海軍   | 22,500 | 沈没              |
| 1940年3月3日  | カト                           | イギリス       | 710    | 沈没(機雷による)  |
| 1940年3月4日  | パシフィック・リライアンス     | イギリス       | 6,717  | 沈没              |
| 1940年3月4日  | サーストン                     | イギリス       | 3,072  | 沈没              |
| 1940年3月16日 | スラバ                         | ユーゴスラビア | 4,512  | 沈没 (機雷による) |
| 1940年6月26日 | ディミトリス                   | ギリシャ       | 5,254  | 沈没              |
| 1940年7月1日  | アダマストス                   | ギリシャ       | 7,466  | 沈没              |
| 1940年7月2日  | アチェライル                   | イギリス       | 8,999  | 沈没              |
| 1940年7月2日  | サンタ・マルガリータ           | パナマ         | 4,919  | 沈没              |
| 1940年9月25日 | ユリメドン                     | イギリス       | 6,223  | 沈没              |

1. ↑  商船は総トン数、軍艦は排水量で記載

## 歴代艦長
- ハインツ・フィッシャー大尉 (1936年11月16日 - 1938年10月31日)
- ゲオルク・ハインツ・ミシェル中尉 (1938年11月1日 - 1939年4月3日)
- オットー・シューハルト大尉 (1939年4月4日 - 1941年1月2日)
- ゲオルク・ラッセン中尉 (1941年1月3日 - 1941年9月14日)
- ハインリヒ・ハーゼンシャール中尉 (1941年9月15日 - 1942年5月5日)
- カール・ハインツ・マルバッハ中尉 (1942年5月6日 - 6月30日)
- ルドルフ・ツォルン中尉 (1942月11月15日 - 1943年8月20日)
- エドゥアルド・オースト少尉/中尉 (1943年8月21日 - 1943年11月2日)
- ウルリッヒ・フィリップ・グラーフ・フォン・ウント・ツー・アルコ・ジンネベルク中尉 (1943年11月3日 - 1944年4月17日)